# Le Mystère du caca dans l'urinoir
 (juin 2011).
Si vous disposez d'ouvrages ou d'articles de référence ou si vous connaissez des sites web de qualité traitant du thème abordé ici, merci de compléter l'article en donnant les références utiles à sa vérifiabilité et en les liant à la section « Notes et références ».
 (juin 2011).
Le Mystère du caca dans l'urinoir (Mystery of The Urinal Deuce en version originale) est le neuvième épisode de la dixième saison de la série animée South Park, ainsi que le 148e épisode de l'émission.

## Synopsis
Quand il trouve une crotte dans l'urinoir des toilettes de l'école, M. Mackey se lance à la recherche du garçon coupable. Cartman suspecte qu'il peut s'agir d'une conspiration, tout comme celle des attentats du 11 septembre. Stan et Kyle se moquent de lui et le considèrent comme un « attardé ». Cartman commence alors un véritable travail de détective, dont il va présenter les résultats à toute la classe grâce à une impressionnante présentation. Il déclare que le principal responsable concernant les attentats du 11 septembre est en fait Kyle. Il n'a aucune preuve directe, mais il se base sur une analyse numérologique totalement farfelue et une photo truquée pour appuyer son propos. Malgré tout, il est parvenu à convaincre tous les élèves que Kyle est réellement coupable. À l'approche de Kyle, Butters s'enfuit même en courant. Quand Kyle raconte l'histoire à sa mère, celle-ci décide d'organiser un meeting avec tous les parents pour qu'ils expliquent à leurs enfants la vérité sur les attentats. Malheureusement, nombre d'habitants de South Park pensent eux aussi que les attentats sont en fait une conspiration du gouvernement et décident de faire appel aux Frères Lagaule. M. Mackey étant très grossier à leur propos : "Oh non ! Pas ces deux tarlouzes !"
Kyle demande à Stan de l'aider à trouver un moyen de prouver son innocence. Ils trouvent un groupe qui pense que les attentats du 11 septembre ont en fait été orchestrés par le gouvernement américain. Ce groupe possède des bouteilles contenant de l'anthrax, qu'ils veulent utiliser comme preuves. Au moment où Kyle tient les bouteilles dans ses mains, une équipe du SWAT fait irruption pour arrêter Stan, Kyle et le leader du groupe. Ils sont emmenés à la Maison-Blanche. Tous les ministres présents, ainsi que le président George W. Bush, avouent rapidement que le gouvernement est bien responsable des attentats. Le président assassine le leader du groupe, mais Kyle et Stan parviennent à s'échapper. Malgré l'évidence, Kyle n'arrive pas à se convaincre de la véracité de la conspiration et trouve que leur fuite de la Maison-Blanche a été trop facile.
Pendant ce temps, M. Mackey essaie désespérément de trouver le coupable pour le caca dans les toilettes. Tous les élèves se moquent de lui car à chaque fois qu'il parle de l'incident il n'ose pas utiliser le mot « caca » ou « merde » mais cherche à trouver des images ridicules à la place. Dans la rue, Stan et Kyle tombent par hasard sur le leader du groupe qui avait apparemment été assassiné par George W. Bush. Alors que commence une course contre la montre, ce dernier se retrouve coincé et se fait tuer froidement par le père des frères Lagaule. De leur côté, Mme Garrison et la principale Victoria viennent annoncer le nom du coupable à M. Mackey. La faute est rejetée sur Clyde. Alors que Monsieur Mackey lui fait un de ses cours de morale, les parents de Clyde arrivent, très gênés, et font une révélation : Clyde ne peut pas être responsable puisqu'il a subi une colostomie à l'âge de 5 ans. De leur côté, alors que Stan et Kyle sont en train de faire connaissance avec les frères Lagaule, le président arrive. Il annonce - au grand dam de Kyle - que le gouvernement a menti en affirmant qu'il était responsable. Le gouvernement cherchait par là, à faire croire en sa grande puissance. Au moment où Kyle apprend la terrible nouvelle, Stan avoue que c'est lui qui a déféqué dans l'urinoir. À la fin de l'épisode, Stan est puni et doit nettoyer l'urinoir.